# 제이슨 던대스
제이슨 던대스(Jason Dundas, 1982년 7월 25일 ~ )는 오스트레일리아의 텔레비전 진행자이다. VH1의 《빅 모닝 버즈 라이브》에서 비디오자키로 활동하고 있다.